# جيني لوند
جيني لوند (بالإنجليزية: Jenny Lund) هي عداءة المسافات الطويلة أسترالية، ولدت في 11 يوليو 1961.

## وصلات خارجية
- جيني لوند على موقع الاتحاد الدولي لألعاب القوى (الإنجليزية)
- جيني لوند على موقع النتائج التاريخية لألعاب القوى الأسترالية (الإنجليزية)